# Trichocerca insolens
Trichocerca insolens är en hjuldjursart som först beskrevs av Myers 1936.  Trichocerca insolens ingår i släktet Trichocerca och familjen Trichocercidae. Inga underarter finns listade i Catalogue of Life.